# Abdullah Alqaseer
Abdullah Alqaseer (arabisch عبد الله القصير, DMG ʿAbd Allāh al-Qaṣīr; * 1976 in Salamiyya, Syrien) ist ein syrischer Schriftsteller. Er lebt in Halle (Saale).

## Leben
In Syrien studierte Alqaseer Arabische Sprache an der Baath-Universität in Homs und war mehrere Jahre lang journalistisch tätig.
Sein erster Roman erschien 2018 unter dem Titel Kawābīs mustaʿmala („Gebrauchte Alpträume“). Zuvor hatte er einen Kurzgeschichtenband veröffentlicht, der 2015 in den Vereinigten Arabischen Emiraten herausgegeben wurde. In seinen auf Arabisch verfassten Büchern und Geschichten behandelt Alqaseer Ereignisse und die Lebenswirklichkeit im Bürgerkriegsland Syrien, auf der Flucht und in der fremden neuen Heimat.